# Čchučungská Wangova škola
Čchučungská Wangova škola (čínsky v českém přepisu Čchu-čung Wang süe-pchaj, pchin-jinem Chǔzhōng Wáng xuépài, znaky zjednodušené 楚中王学派, tradiční 楚中王學派) byla neokonfuciánský filozofický směr středně- a pozdněmingské éry, jedna ze škol na něž se rozdělili žáci a stoupenci filozofie Wang Jang-minga. Zahrnovala Wangovy stoupence z regionu Čchu-čung, moderního Chu-nanu. Raně čchingský historik filozofie Chuang Cung-si za jejího nejvýznamnějšího reprezentanta považoval Ťiang Sina.
K představitelům čchučungské školy patřili
- Ťiang Sin (1483–1559),
- Ťi Jüan-cheng († 1521),
- Liou Kuan-š’ (16. století).